# اچ‌دی ۸۳۴۴۳
اچ‌دی ۸۳۴۴۳ یک ستاره است که در صورت فلکی بادبان قرار دارد.